# Aeroportul Kimberley Downs
Aeroportul Kimberley Downs (IATA: KBD, ICAO: YKBS) este un aeroport din Australia de Vest, Australia.
Situat la o altitudine de 62 m, aeroportul dispune de o singură pistă.